# Charles Brockhouse
Charles Leslie Brockhouse (* 1959 in Deep River, Ontario, Kanada) ist ein kanadischer Molekularbiologe. Seine Forschungsschwerpunkte liegen im Bereich der Genetik von Meeres- und Wasserlebewesen.

## Leben
Brockhouse wurde 1959 als Sohn des Physikers und späteren Physik-Nobelpreisträgers Bertram Brockhouse und dessen Frau Doris (geborene Miller) in Deep River geboren. Er wuchs mit fünf Geschwistern auf. Er studierte an der University of Toronto, wo er 1982 seinen Bachelor of Science, 1984 seinen Master of Science und 1991 er seinen Ph.D. in Genetics machte. Er war Assistant Professor an der University of South Alabama. Von 2006 bis 2013 war er Associate Professor in der Abteilung Marine and Aquatic Genetics der Creighton University in Omaha.
Er befasst sich mit der Genomstruktur und der Populationsgenetik des Amerikanischen Hummers und die Genetik invasiver Insekten auf den Galapagosinseln sowie die Ausprägung der Seidengene in Kriebelmückenlarven und die Charakterisierung der Seidenproteine.